# Mihály Tóth (calciatore 1974)
Mihály Tóth (Budapest, 27 dicembre 1974) è un allenatore di calcio ed ex calciatore ungherese, di ruolo attaccante.

## Carriera

### Club
Tóth iniziò la carriera nel Budapest Honvéd, per poi giocare nel Fehérvár, nuovamente allo Honvéd, nei belgi dello Germinal Ekeren, nei francesi del Metz, nei tunisini del Club Africain, nel Ferencváros, nel Sopron, per passare poi ai norvegesi del Fredrikstad.
Debuttò nella Tippeligaen il 31 luglio 2005, sostituendo Øyvind Hoås nella sconfitta per 2-1 sul campo del Viking. Il 3 agosto segnò la prima rete, fissando sul definitivo 5-1 il punteggio sul Rosenborg. Con il Fredrikstad, vinse la Coppa di Norvegia 2006.
Alla fine di questa esperienza, tornò allo Honvéd. Giocò poi con i greci del Panachaiki, nel Diósgyőri, nel Szolnok e nello Szigetszentmiklósi.

### Nazionale
Tóth giocò una partita per l'Ungheria.

## Palmarès

### Giocatore

#### Individuale
- Capocannoniere del campionato ungherese: 1

2003-2004 (17 reti)